# George Field (Astrophysiker)

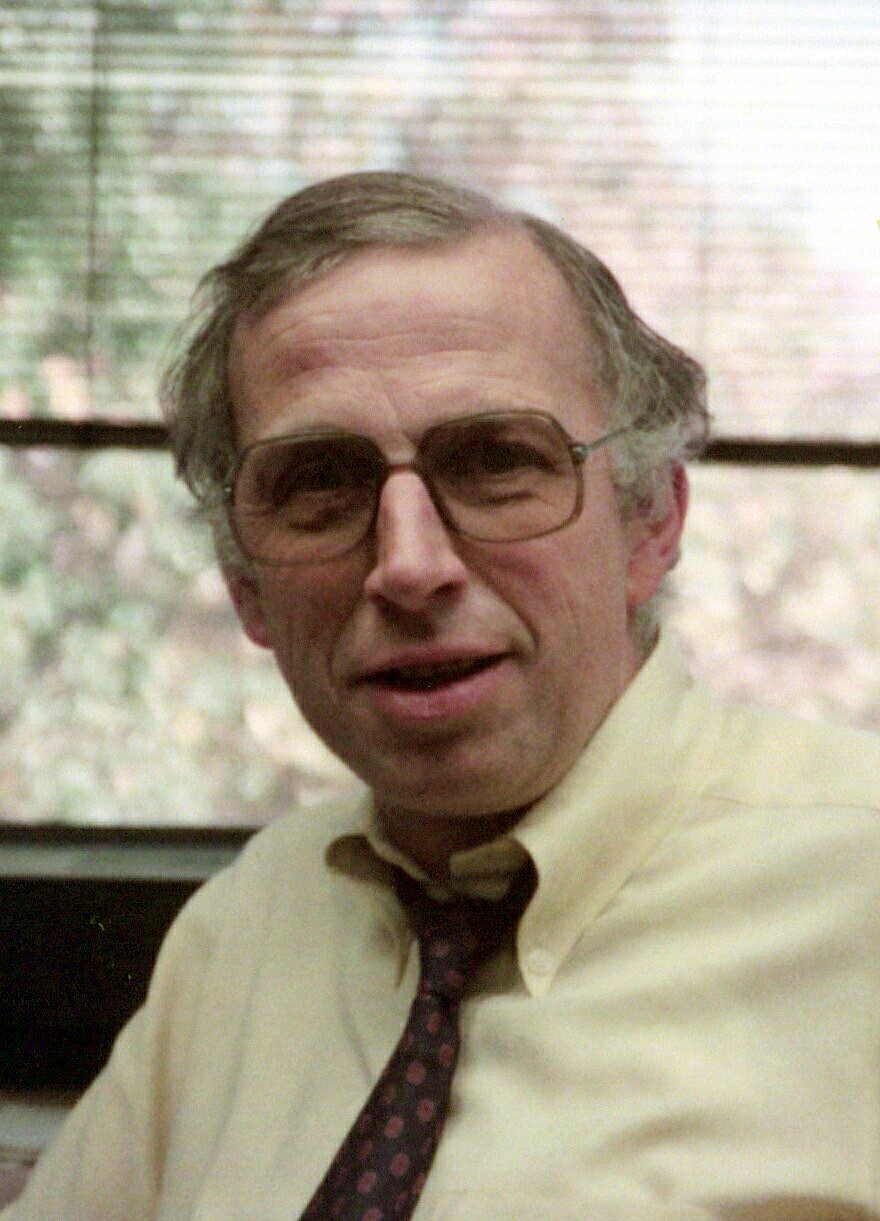
George B. Field (1987)

George Brooks Field (* 25. Oktober 1929 in Providence; † 31. Juli 2024) war ein US-amerikanischer Astrophysiker und Hochschullehrer.

## Leben
Field wuchs in New England, Rhode Island, Massachusetts und New Hampshire, Edgewood, Rhode Island auf. Er studierte bis 1951 Chemie und Physik am Massachusetts Institute of Technology und bis 1955 Astronomie an der Princeton University.
Er arbeitete von 1951 bis 1952 am Naval Ordnance Laboratory, von 1952 bis 1954 an der Princeton University, von 1955 bis 1957 am Harvard Society of Fellows, von 1957 bis 1965 erneut an der Princeton University, von 1965 bis 1972 an der University of California Berkeley, von 1972 bis 1982 an der Harvard University und seit 1982 am Smithsonian Astrophysical Observatory.
Von 1973 bis 1982 war er Direktor des Harvard-Smithsonian Center for Astrophysics.
Field arbeitete auf dem Gebiet der theoretischen Astrophysik und beschäftigte sich mit magnetischen Turbulenzen.
Field heiratete im Jahre 1956 Sylvia Farrior Smith. Aus der Ehe stammen zwei Kinder. Im Jahre 1981 heiratete er Susan Alice Gebhardt.

## Ehrungen
- 1972: Mitglied der American Academy of Arts and Sciences
- 1977: NASA Public Service Medal
- 1978: Karl-Schwarzschild-Medaille der Astronomischen Gesellschaft
- 1982: Joseph Henry Medal der Smithsonian Institution
- 1982: Namensgeber für den Asteroiden (2314) Field[2]
- 1986: NASA Group Achievement Award
- 1989: Mitglied der National Academy of Sciences
- 2014: Henry Norris Russell Lectureship